# Tennistoernooi van Hamburg 2023
Het tennistoernooi van Hamburg van 2023 werd van 23 tot en met 30 juli 2023 gespeeld op de gravelbanen van tennispark Am Rothenbaum in de Duitse stad Hamburg. De officiële naam van het toernooi was Hamburg European Open. De toernooiorganisatie was in handen van het bedrijf MatchMaker Sports GmbH onder leiding van Sandra Reichel.
Het gecombineerde mannen- en vrouwentoernooi trok rond de 64.000 toeschouwers. Op de laatste twee dagen van het toernooi was het centercourt met 10.000 zitplaatsen uitverkocht, mede door de successen van de geboren Hamburger Alexander Zverev (winnaar mannentoernooi) en de geboren Reinbekse (nabij Hamburg) Noma Noha Akugue (finaliste vrouwentoernooi).
Het toernooi bestond uit twee delen:
- WTA-toernooi van Hamburg 2023, het toernooi voor de vrouwen (23–29 juli)
- ATP-toernooi van Hamburg 2023, het toernooi voor de mannen (24–30 juli)

## Toernooikalender
| Hamburg           | juli 2023 | juli 2023 | juli 2023 | juli 2023 | juli 2023 | juli 2023     | juli 2023    | juli 2023    | juli 2023 |
| Hamburg           | zon 23    | maa 24    | din 25    | din 25    | woe 26    | don 27        | vrĳ 28       | zat 29       | zon 30    |
| ----------------- | --------- | --------- | --------- | --------- | --------- | ------------- | ------------ | ------------ | --------- |
| vrouwenenkelspel  | 1e ronde  | 1e ronde  | 1e ronde  | 2e ronde  | 2e ronde  | kwart- finale | halve finale | finale       |           |
| vrouwendubbelspel | 1e ronde  | 1e ronde  | 1e ronde  | 1e ronde  | 2e ronde  | halve finale  |              | finale       |           |
| mannenenkelspel   |           | 1e ronde  | 1e ronde  | 1e ronde  | 2e ronde  | 2e ronde      | kwartfinale  | halve finale | finale    |
| mannendubbelspel  |           | 1e ronde  | 1e ronde  | 1e ronde  | 1e ronde  | 2e ronde      | halve finale | halve finale | finale    |

ATP-toernooi van Hamburg – WTA-toernooi van Hamburg

2001 · 2002 · 2003–2020 · 2021 · 2022 · 2023 · 2024